# Мавзолей Имам Маркозы
Мавзолей Имам Маркозы (каз. Имам Марқозы кесенесі) — памятник архитектуры конца XIX века в селе Енбекшидихан Сауранского района Туркестанской области Казахстана. Входит в список памятников истории и культуры местного значения Туркестанской области.

## Архитектура
Сложен из сырцового кирпича. Выполнен в традиции среднеазиатской архитектурной школы — портально-купольное сооружение, характерное в том числе для южных областей Казахстана. Первоначальный облик памятника отчасти скрыт поздней пристройкой чилляханы, не представляющей архитектурно-художественной ценности. Квадратное в плане помещение мазара перекрыто коническим куполом. Главный фасад выделен монументальным порталом со сводчатой нишей и угловыми башнями. Винтовые лестницы, выполненные в теле башни, ведут на крышу.